# 大漁
大漁（たいりょう）とは、漁業における収穫が大きい時の漁を指す。

## 背景
漁業者の素朴かつ現実的な願いは、大漁祈願と航行の安全の2つに集約される。前者は、漁獲の不安定さに基づく。例えばカツオは群れをなし、大海を大きく移動するもので、それを発見しても食いつきが悪い場合もあり、不漁になることもあり、逆にちょっとした偶然で大きく改善することもある。近代的な漁業機器が整備されても、やはり漁が完全に保証されない。後者は、かつて『板子一枚下は地獄』と言われたもので、これは現在のような船の大型化や堅牢化、それに航海機器の向上や気象情報の整備が進んでも完全になくなっては居ない。漁業における信仰や儀礼はこのような背景の元に生まれている。

## 具体的な例

### 船霊
日本では船霊（ふなだま）への信仰は漁業一般に広く見られる。船霊のご神体は、箱に収められて船に持ち込まれる。本体は女、あるいは男女1対の人形で、更に地域によって異なるが賽子や塩、五穀などが供えられる。豊漁を祈願し、出港時や朝に白米や御神酒などを供える。帆船の時代には、この時に「チチ」とか「チリチリ」とか音がすると、これを船霊様が勇んでいる」として豊漁の予兆と見なした。大漁であった場合、船霊へのお礼にお祝いをすることが多い。船主の家で宴会を行い、船主は漁師に手ぬぐいや餅を配った。更にカツオの場合、一万匹を越える漁獲があると、これを「万越し祝い（まんごしいわい）」と証紙、盛大な酒宴を行う一方、1万匹のカツオが人一人を殺したことに当たるとして僧侶を呼んでカツオ供養をし、浜で餅撒きをする例もある。八千匹を越えると大漁と見なし、「八千匹祝い」を行う地域もある。
これらの祝いは日本本土に始まったもので、これが沖縄にも伝わり、例えば渡名喜島ではこれを「マングシイワイ」と呼び、漁業者全員が漁船に乗り込み、大漁旗や万国旗を船に飾り、船霊に酒を供え、祝いの祈りをした後に船内で酒宴を行う。その後、余興として港の中で放水をしたり、偽物で撒き餌や一本釣りの様を演じる。地域のものは皆これを見物するために集まり、子供は船から蒔かれる団子やお菓子を取り合って、地域全体の行事となる。
房総地方のイワシ漁では「万祝い（まいわい）」と呼ばれるものがあり、これは文化年代より知られている。これはイワシが肥料として重視されるようになったことを反映しており、この祝いには『大漁カンバン』と呼ばれる祝着が配られた。イワシを肥料として作られた綿や藍が還元された形である。
なお、このように大漁の際に手ぬぐいや着物が配られることについては、日本では古くから存在した風習と見られる。平安時代の貴族の間でも『衣配り』などと称し、目下へ衣服を配る風習があった。これは『尊者の分霊を受けてその威光にあやかる』意味があるとされる。

### 歌い込み
三陸地方沿岸域では小正月（1月15日）前後に漁業の大漁を祈願する儀礼があり、それらは主にカツオ漁の模擬儀礼である。それはおうおうに「歌い込み」と呼ばれる。『大漁歌い込み』は船の上で漁師が歌うもので、前半は港の入り口から櫓をこぎながら皆で歌うもの、後半は岸に向かいながら一人が歌うものとなっている。後半は漁獲量によって異なり、他の船のものも、陸からも、その声を聞いただけでその船の漁獲量がわかった。大漁であった場合には祭りのような騒ぎになったという。

### 恵比寿信仰との関わり
恵比寿は商業の神として扱われることが多いが、元来が海の彼方から福をもたらすものであり、漁業者の間では大漁の神として厚く信仰される。
これに関わって、漂流死体を恵比寿と見なし、手厚い対応を行うことがある。これを助ければ大漁となり、放置すると不漁になると言う。漁船が死体に会った時、「引き上げてやるから、漁をさせるか」「大漁にさせる」と漁業差の間で問答をし、それから引き上げた。引き上げない場合も、「帰りに引き上げるから待っていて」とか、あるいは船内のものを投げ、「これにすがって泳ぎなさい」と言った。
鹿児島県枕崎市では正月に大漁と航海の安全を祈る行事としてフツカエビス（二日恵比寿）などの行事があった。明治初期に始まったもので、戦後には行われなくなった。

## 大漁旗
大漁旗は、大漁であった場合に、船にこれを上げ、陸に伝える目印としたものである。だが、漁村では正月にも船に大漁旗を掲げることがある。これは、大漁旗が単なる連絡のための目印ではなく、神を招いて共に喜ぶ意味があり、出漁祝いや初漁祝い、あるいは漁村の祭日などにも飾られる。